# 2015年のオーストラリア
2015年のオーストラリア （2015ねんのオーストラリア）では、2015年のオーストラリアに関する出来事について記述する。

## できごと

### 2月

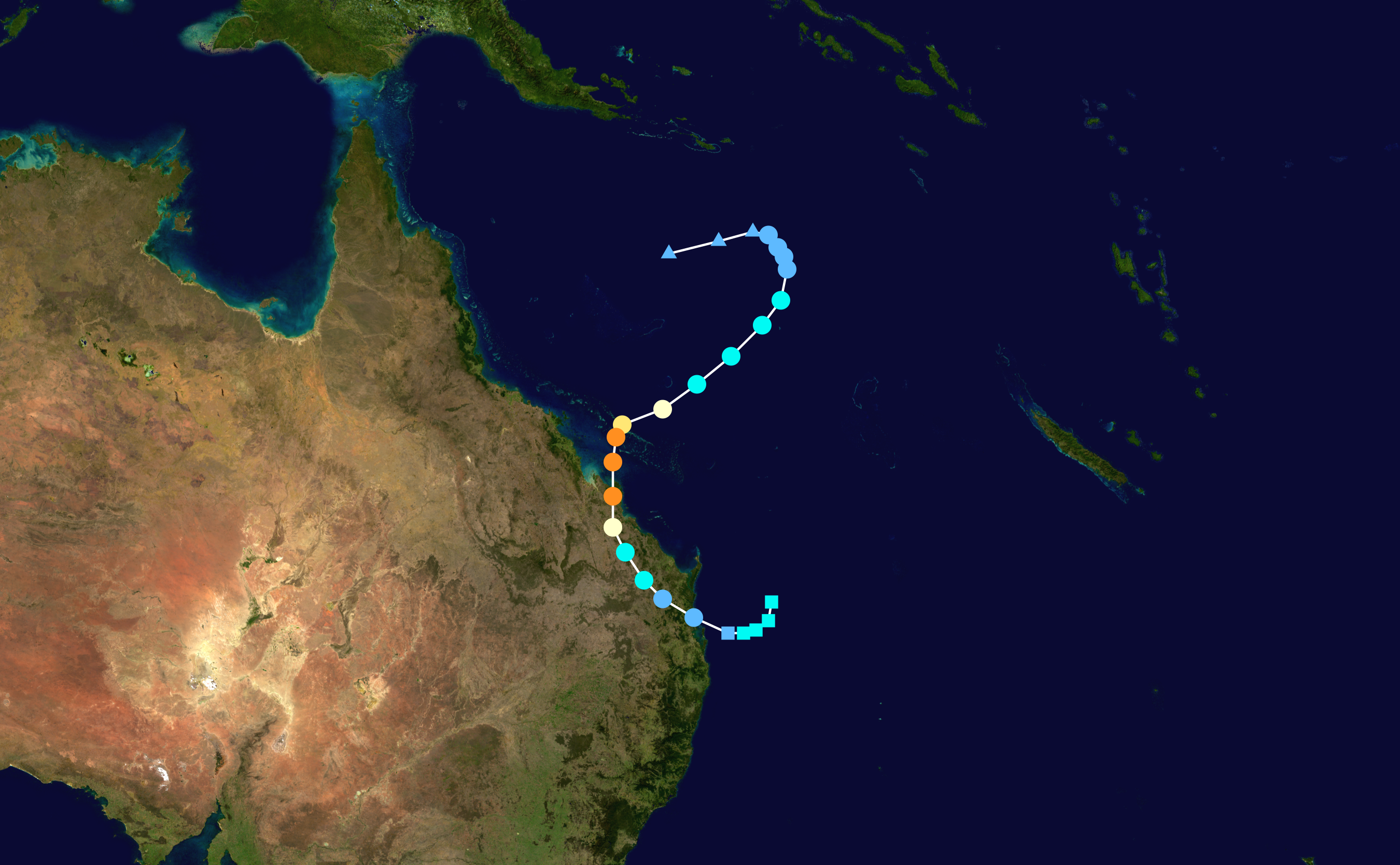
サファ・シンプソン・ハリケーン・スケールの軌跡と強さを表す画像。

- 2月14日 - アナスタシア・パラスズキューク（英語版）がクイーンズランド州第39代首相に就任する。
- 2月20日 - サイクロン・マーシャ（英語版）がクイーンズランド州に接近し、ロックハンプトンとその周辺の都市が被害を受ける。

### 3月
- 3月28日 - ニューサウスウェールズ州で選挙が行われる。

### 6月
- 6月4日 - 14日 - ダライ・ラマ14世がオーストラリアを訪問する。

### 9月
- 9月14日 - オーストラリア自由党党首選挙。マルコム・ターンブルが54票を得て勝利。現党首のトニー・アボット首相は44票にとどまり敗北した。
- 9月15日 - マルコム・ターンブル、第29代首相に就任。

### 10月
- 10月2日 - ニューサウスウェールズ警察本部銃殺事件。ニューサウスウェールズ州パラマタでクルド人の少年がニューサウスウェールズ警察本部前にいた警察職員1人を射殺。少年は、駆け付けた警察官により射殺された。